# Proiectul Adam
Proiectul Adam (titlu original: The Adam Project) este un film american SF de acțiune din 2022 regizat de Shawn Levy după un scenariu scris de Jonathan Tropper, T.S. Nowlin, Jennifer Flackett și Mark Levin. Rolurile principale au fost interpretate de actorii Ryan Reynolds, Walker Scobell, Mark Ruffalo, Jennifer Garner, Catherine Keener și Zoe Saldaña. Intriga se învârte în jurul unui pilot din 2050 care merge în trecut, unde întâlnește o versiune mai tânără a sa.

## Prezentare
În anul 2050, într-o lume distopică, pilotul Adam Reed merge înapoi în timp cu avionul său de atac și intenționează să ajungă în 2018. Cu toate acestea, el este nevoit să facă o aterizare de urgență în 2022, fiind rănit. Aici se întâlnește cu o versiune a sa de 12 ani, care încearcă să se împace cu moartea tatălui lui Luis, care a murit într-un accident de mașină. Adam îl roagă să-l ajute să repare avionul (care funcționează doar cu ADN-ul său sănătos) și povestește că a mers în trecut pentru a-și găsi soția, Laura, care a murit în timpul misiunii în 2018.
În 2022, Adam este urmărit de Maya Sorian, conducătorul lumii distopice, și de locotenentul ei Christos, care încearcă să-l prindă pe Adam și să-l aducă înapoi în 2050. Adam este salvat de Laura, care îi spune că a scăpat dintr-o tentativa de asasinat a sa și a rămas blocată în trecut în așteptarea sa. Laura a aflat că Sorian a călătorit înapoi în timp și a schimbat trecutul pentru a-și asigura în viitor controlul asupra călătoriilor în timp. Laura îl convinge pe Adam să meargă în 2018 și să prevină descoperirea călătoriei în timp de către tatăl său Louis Reed, pentru a corecta adevărata realitate și de a salva viitorul. Sorian atacă și Laura se sacrifică, permițându-le celor doi Adam să scape în 2018. Urmăriți de Sorian și având o singură posibilitate de salt în timp cu avionul, Adam și versiunea sa mai tânără ajung în 2018 la tatăl lor.
În 2018, cei doi Adam încearcă să-i ceară sprijinul lui Louis, dar acesta îi refuză de teama de a nu provoca un paradox temporal. Tânărul Adam se confruntă cu furia eului său din viitor și își dă seama că sursa acestor emoții este moartea tatălui său. Când intenționează să distrugă acceleratorul de particule  al lui Luis, acesta se răzgândește și se alătură celor doi Adam, dezvăluindu-le că trebuie doar să elimine hard disk-ul care conține singura copie a algoritmului dezvoltat de el care face posibilă călătoria în timp. Are loc o luptă între Adam, Luis, Sorian, versiunea ei tânără, soldații lui Sorian și Christos, ceea ce face ca acceleratorul să fie suprasolicitat. Sorian încearcă să-l împuște pe Louis cu un glonț care poate străpunge armura, dar câmpul magnetic al acceleratorului atrage glonțul spre versiunea ei mai tânără, astfel tânăra Sorian moare, iar versiunea ei din viitor dispare, de semenea, iar cei trei (Adam, Adam mai tânăr și Louis) reușesc să scape din camera de control a acceleratorului de particule.
Deoarece călătoria în timp a fost distrusă și cursul evenimentelor începe să fie restabilit în făgașul lor normal, Louis decide că nu trebuie să afle nimic din viitorul său și joacă mingea cu ambele versiuni ale fiului său înainte ca aceștia să se întoarcă fiecare în cronologia lui. În 2022, Adam renunță la furia sa și o îmbrățișează pe mama sa, cu care nu a avut parte de prea multă astfel de afecțiune de la moartea lui Louis. În anii 2050, un Adam matur și mult mai fericit o întâlnește pe Laura într-o situație care seamănă cu prima lor întâlnire din cronologia alterată de Maya Sorian.

## Distribuție
- Ryan Reynolds - Adam Reed, un pilot călător în timp din 2050 care își riscă viața pentru a încerca să descopere adevărul din spatele dispariției soției sale.
- Walker Scobell - Adam Reed, un copil de 12 ani, agresat de colegii săi, din 2022, care suferă de astm.
- Isaiah Haegert - Adam mai mic, în vârstă de 8 ani, în 2018.
- Mark Ruffalo - Louis Reed, tatăl lui Adam și un strălucit fizician cuantic care a scris algoritmul necesar pentru controlul călătoriei în timp. Reed a murit până în anul 2022 și este în viață în 2018.
- Jennifer Garner - Ellie Reed, mama lui Adam. Garner joacă și rolul lui Ellie mai tânără în 2018.
- Catherine Keener - Maya Sorian, o femeie de afaceri care a finanțat cercetările lui Louis și care mai târziu a profitat de moartea lui pentru a o monopoliza în propriul beneficiu și a crea un viitor în care ea este cea mai puternică femeie din lume.
  - Keener joacă și rolul variantei  mai tinere a Mayei, cu Lucie Guest ca dublură a corpului.
- Zoe Saldaña - Laura Shane, soția lui Adam și un coleg călător în timp. Ea a rămas blocată în 2018, după un atentat eșuat la viața ei. Saldaña joacă și rolul variantei  mai tinere a Laurei, versiunea ei alternativă în cronologia schimbată.
- Alex Mallari Jr. - Christos, fostul coleg al lui Adam și Laurei, acum un agent de securitate nemilos angajat de Sorian.

## Producție
Producția filmului a început în 2012, când Tom Cruise a fost ales pentru rolul principal. Proiectul a intrat apoi în iadul dezvoltării (Development hell) până când Netflix a achiziționat drepturile de la Paramount Pictures în iulie 2020. Filmările au avut loc în perioada noiembrie 2020 - martie 2021. Proiectul Adam a fost lansat pe Netflix pe 11 martie 2022.

## Primire
Filmul a avut recenzii în mare parte pozitive din partea criticilor, care au lăudat actoria, scenariul și efectele sale vizuale.